# Pedra de la Cabra
La Pedra de la Cabra es troba al Parc de la Serralada Litoral, concretament a Cabrera de Mar (el Maresme).
Es tracta d'una roca de forma triangular, d'1,5 x 1 m, que en el seu extrem té esculpit el que vol ésser el cap d'una cabra. Una fractura entre els ulls sembla indicar que hi manca un fragment que podrien ser les banyes. És ubicada a Cabrera de Mar: des de la Font Picant de Cabrera, cal agafar la pista que puja cap a Burriac. Als pocs metres hi ha un fort revolt a l'esquerra i una esplanada. En aquest punt i a l'altra banda de la pista surt una curta sendera que fa drecera i més amunt torna a la pista. La Pedra de la Cabra és a la dreta i a tocar del sender.